# 规范丛
数学中，域上n维非奇异代数簇V的规范丛是线丛{\displaystyle \,\!\Omega ^{n}=\omega }，是V上余切丛{\displaystyle \Omega }的n次外幂。
复数上，它是全纯余切丛{\displaystyle T^{*}V}的行列式丛；等价地，它是V上全纯n形式的线丛。这是V上塞雷对偶性的对偶化对象，同样可视作可逆层。
规范类是V上卡蒂埃除子K的除子类，产生了规范丛。规范类是V上线性等价的等价类，其中任何除子都可称作规范除子。
反规范丛是相应的逆丛{\displaystyle \omega ^{-1}}。V的反规范丛是丰沛的，则称V是法诺簇。

## 伴随公式
设X是光滑簇，D是X上的光滑除子。伴随公式将X与D的规范丛关联起来。这是个自然同构
{\displaystyle \omega _{D}=i^{*}(\omega _{X}\otimes {\mathcal {O}}(D)).}
用规范类表示就是
{\displaystyle K_{D}=(K_{X}+D)|_{D}.}
此式是代数几何中最强大的公式之一。现代双有理几何的一个重要工具是逆伴随，可以从D的奇点推导出X的奇点的结果。

## 规范丛公式
令X是正交面（normal surface）。X的g亏格纤维化{\displaystyle f:X\to B}是到光滑曲线的紧合平坦态射f，使{\displaystyle f_{*}{\mathcal {O}}_{X}\cong {\mathcal {O}}_{B}}，并且f的所有纤维f都有算术亏格g。若X是光滑射影面、f的纤维不含自交{\displaystyle -1}的有理曲线，就称纤维化是最小的（minimal）。例如，若X允许（最小）0亏格纤维化，则X就是双有理规则的，即双有理于{\displaystyle \mathbb {P} ^{1}\times B}。
对最小1亏格纤维化（也称作椭圆纤维化）{\displaystyle f:X\to B}，除有限多个纤维外，f的所有纤维都是几何积分，且所有纤维都几何连通（由扎里斯基连通性定理）。特别地，对f的纤维{\displaystyle F=\sum _{i=1}^{n}a_{i}E_{i}}，有{\displaystyle F.E_{i}=K_{X}.E_{i}=0}，其中{\displaystyle K_{X}}是X的规范除子，因此对{\displaystyle m=\operatorname {gcd} (a_{i})}，若{\displaystyle m=1}，则F是几何积分，否则{\displaystyle m>1}。
考虑最小1亏格纤维化{\displaystyle f:X\to B}。令{\displaystyle F_{1},\dots ,F_{r}}是有限多纤维，且不是几何积分，并记{\displaystyle F_{i}=m_{i}F_{i}^{'}}，其中{\displaystyle m_{i}>1}是{\displaystyle F_{i}}展开为积分组分的系数的最大公除子。这些纤维称作多重纤维（multiple fiber）。通过上同调与基变换可得{\displaystyle R^{1}f_{*}{\mathcal {O}}_{X}={\mathcal {L}}\oplus {\mathcal {T}}}，其中{\displaystyle {\mathcal {L}}}是可逆层，{\displaystyle {\mathcal {T}}}是扭层（{\displaystyle {\mathcal {T}}}受{\displaystyle b\in B}支持，使得{\displaystyle h^{0}(X_{b},{\mathcal {O}}_{X_{b}})>1}）。那么
{\displaystyle \omega _{X}\cong f^{*}({\mathcal {L}}^{-1}\otimes \omega _{B})\otimes {\mathcal {O}}_{X}\left(\sum _{i=1}^{r}a_{i}F_{i}'\right)}
其中{\displaystyle \forall i,\ 0\leq a_{i}<m_{i}}，且{\displaystyle \operatorname {deg} \left({\mathcal {L}}^{-1}\right)=\chi ({\mathcal {O}}_{X})+\operatorname {length} ({\mathcal {T}})}。
我们注意到
{\displaystyle \operatorname {length} ({\mathcal {T}})=0\iff a_{i}=m_{i}-1}.
例如，对阿尔巴尼态射诱导的（准）双椭圆曲面的最小1亏格纤维化，规范丛公式给出该纤维无多重纤维。对K3曲面的最小1亏格纤维，也可以做出类似的推论。另一方面，恩里克斯曲面的最小1亏格纤维总包含多重纤维，因此这样的曲面不含截面。

## 奇异情形
奇异簇X上有几种方法可定义规范除子。若簇是正规的，则在余维度1上一定是光滑的。特别地，可在光滑轨迹（locus）上定义规范除子，这样就可在X上得到唯一的韦伊除子，这个除子类记作{\displaystyle K_{X}}，称作X上的规范除子。
另外，同样是在正规簇X上，可以考虑X的正规化对偶化复形的第d上同调{\displaystyle h^{-d}(\omega _{X}^{.})}。这个层对应于一个韦伊除子类，等于上面定义的除子类{\displaystyle K_{X}}。在无正规性假设的情形下，若X是S2或1维葛仑斯坦环，结果也成立。

## 规范映射
若规范类是有效的，则就确定了V到射影空间的有理映射，称作规范映射（canonical map），由规范类的n倍确定的就称作n-规范映射。n-规范映射将V送到比n倍规范类的全局截面低1维的射影空间。n-规范映射可能有基点，就是说它们不是处处有定义的（即可能不是簇的态射）。它们可能有正维纤维，即使有0维纤维，也不一定是局部解析同构。

### 规范曲线
研究得最好的是曲线。其中，规范丛与（全纯）余切丛相同。因此，规范丛的全局截面与处处规则（everywhere-regular）微分形式相同，经典上这些微分被称作第一类微分。对亏格为g的曲线，规范类的度数为{\displaystyle 2g-2}。

#### 低亏格
设C是亏格为g的光滑代数曲线。若{\displaystyle g=0}，则C是P1，规范类是{\displaystyle 2P}的类，其中P是C的任一点。这源于微积分公式{\displaystyle {\rm {d}}\left({\frac {1}{t}}\right)=-{\frac {{\rm {d}}t}{t^{2}}}}，例如黎曼球面上原点处有双极点的亚纯微分。特别地，{\displaystyle K_{C}}及其倍数不是有效的。若{\displaystyle g=1}，则C是椭圆曲线，{\displaystyle K_{C}}是平凡丛。平凡丛的全局截面构成饿了1维向量空间，因此对任意n，n规范映射就是到一点的映射。

#### 超椭圆情形
若C的亏格大于等于2，则规范类一般很大，因此任意n-规范映射的像都是曲线。1-规范映射的像称作规范曲线。亏格为g的规范曲线总位于维数为{\displaystyle g-1}的射影空间中。C是超椭圆曲线时，规范曲线是有理正规曲线，而C是其规范曲线的双覆盖。例如，若P是度数为6的多项式（无重根），则
{\displaystyle y^{2}=P(x)}
是亏格2曲线的仿射曲线表示，必然是超椭圆曲线，第一类微分的基用同样的符号可表为
{\displaystyle {\frac {{\rm {d}}x}{\sqrt {P(x)}}},\ x{\frac {{\rm {d}}x}{\sqrt {P(x)}}}}.
这意味着，齐次坐标{\displaystyle [1:\ x]}作为到射影线的态射，给出了规范映射。亏格更高的超椭圆曲线的有理正规曲线也以同样方式产生，x的幂次为高次单项式。

#### 一般情形
否则，对非超椭圆的C（即g大于3），态射是C与其像之间的同构，后者的次数为{\displaystyle 2g-2}。因此对{\displaystyle g=3}，规范曲线（非超椭圆情形）是四次平面曲线。所有非奇异四次平面曲线都这样产生。{\displaystyle g=4}时，规范曲线是二次曲面与三次曲面的交；{\displaystyle g=5}时，规范曲线是3个二次曲面的交。黎曼-罗赫定理有个反向推论：亏格为g的非奇异曲线C嵌入维度为{\displaystyle g-1}的射影空间，只要其线性张成了整个空间，就可成为度数为{\displaystyle 2g-2}的线性正规曲线。事实上，规范曲线C（g不小于3的非超椭圆情形）、黎曼-罗赫定理和特殊除子理论的关系相当近。C上不同点组成的有效除子D在规范嵌入中具有维数与所属线性系统的维数直接相关的线性跨度（span），经过更多讨论，这也适用于具有重点的情形。
对更大的g，可以获得更精细的信息，但这时规范曲线一般不是完全交，描述时需要更多考虑交换代数。这领域始于马克斯·诺特定理：经过C的二次曲面嵌入为规范曲线的维数为{\displaystyle {\frac {1}{2}}(g-2)(g-3)}。佩特里定理是卡尔·佩特里（1881–1955）于1923年发表的，指出g不小于4时定义规范曲线的齐次理想由其2阶元素生成，例外是(a) 三角曲线；(b) {\displaystyle g=6}时的非奇异四次平面曲线。例外中，理想由2阶和3阶元素生成。历史上看，这一结果在佩特里之前就已广为人知，称作巴贝奇-Chisini-Enriques定理。这结果也称作诺特–Enriques定理，因此术语上比较混乱。诺特证明超椭圆情形之外（用现代语言来说）规范丛是正规生成（normally generated）的：规范丛的截面空间的对称幂映射到其张量幂的截面上。比如，这说明由第一类微分生成这类曲线上的二次微分，这对局部Torelli定理有影响。佩特里的研究实际上提供了理想（ideal）的二次、三次生成器，表明除了特殊情形外，三次可用二次表示。特殊情形下，通过规范曲线的二次交分别是直纹曲面和维罗纳曲面。
这些经典结果是在复数上证明的，但现代讨论表明，这些技术适用于任何示性的域。

### 规范环
V的规范环是分次环
{\displaystyle R=\bigoplus _{d=0}^{\infty }H^{0}(V,K_{V}^{d}).}
若V的规范类是丰沛线丛，则规范环是规范映射的像的齐次坐标环，V的规范类不丰沛也成立。例如，若C是超椭圆曲线，则规范环还是规范映射的像的齐次坐标环。总之，若上面的环是有限生成的，则很容易看出它是k-规范映射（k是任意充分可分的正整数）的像的齐次坐标环。
最小模型纲领（minimal model program）提出，每个光滑或轻度其一射影簇的规范环都是有限生成的。特别地，众所周知，这意味着存在规范模型（即V的一个具有轻度奇点的特殊双有理模型）。若规范环是有限生成的，则规范模型是规范环的Proj。若规范环不是有限生成的，则{\displaystyle {\rm {Proj}}R}就不是簇，因此对V不是双有理的；特别地，V不允许规范模型。可以证明，若V的规范除子K是nef除子、K的自交数为正，则V将接纳一个规范模型（更一般地说，这对正规完全戈伦斯坦代数空间是正确的）。
Birkar–Cascini–Hacon–McKernan (2006)的一个基本定理是：光滑或轻度奇异的射影代数簇的规范环是有限生成的。
V的小平维度是规范环的维度减一。这里的规范环维度是克鲁尔维数或超越度。